# 平子裕基

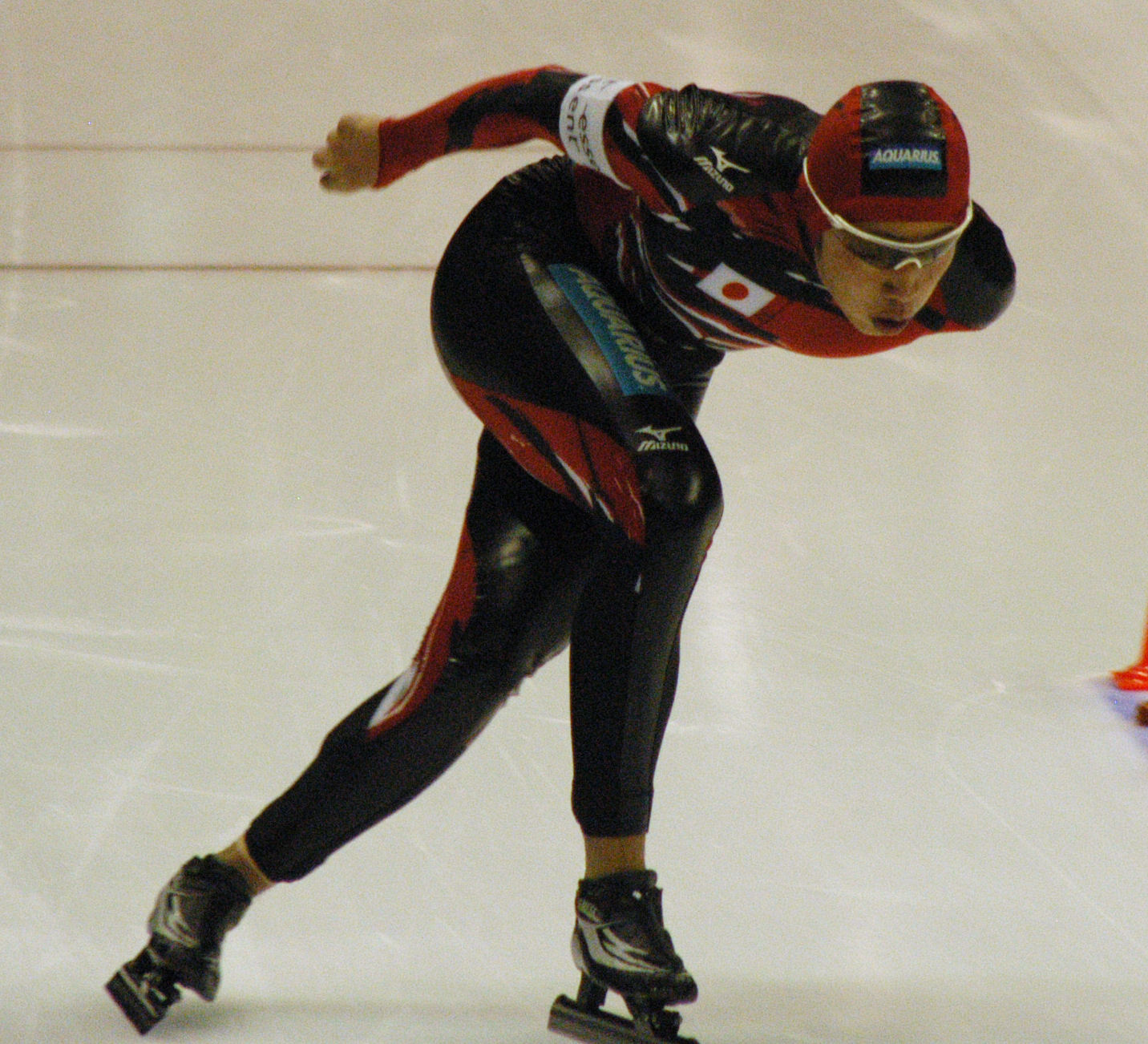
2008年ワールドカップ(ヘーレンフェーン)

平子 裕基（ひらこ ひろき、1982年8月6日 - ）は、北海道音更町出身の日本の男子スピードスケート選手。

## 経歴
白樺学園高等学校を経て明治大学1年時に2002年ソルトレークシティオリンピック5000mに出場。結果は17位に終わった。在学中全日本スピードスケート距離別選手権大会5000mで連覇。2003年アジア冬季競技大会（日本、青森）10000mで金メダルを獲得した。
大学卒業後は2006年から帯広市の開西病院に勤務。全日本スピードスケート選手権大会で3連覇を果たす。2007年アジア冬季競技大会（中国、長春）5000m金メダル。
2009年は世界距離別選手権10000m9位、アジア選手権総合2位となる。
2010年バンクーバーオリンピックでは5000m19位、10000m11位、チームパシュート8位。2011年アジア冬季競技大会（カザフスタン、アスタナ・アルマトイ）ではマススタート銀メダル、5000mと10000mでともに銅メダルを獲得した。
2012年に第一線を退き、帯広市の消防職員に転身した。

## 自己記録
| 種目     | 記録       | 日時           | 場所               |
| -------- | ---------- | -------------- | ------------------ |
| 500 m    | 37秒10     | 2008年8月8日   | カルガリー         |
| 1000 m   | 1分12秒80  | 2010年1月31日  | カルガリー         |
| 1500 m   | 1分47秒77  | 2007年11月9日  | ソルトレイクシティ |
| 5000 m*  | 6分21秒98  | 2007年11月17日 | カルガリー         |
| 10000 m* | 13分19秒64 | 2008年11月23日 | モスクワ           |

*2013年3月現在の日本記録